# Vladislav Boríssov
Vladislav Vladímirovitx Boríssov (en rus Владислав Владимирович Борисов, Narian-Mar, Nenètsia, 5 de setembre de 1978) és un ciclista rus, que competí en pista i en ruta professionalment entre 1998 i 2011. Durant la seva carrera esportiva va prendre part en els Jocs Olímpics d'Estiu de 2000 i 2004.
Del seu palmarès destaca un Campionat nacional en ruta, i una medalla de bronze als Campionat del món de Persecució per equips.

## Palmarès en pista
- 1996
  -  Campió del món júnior en Puntuació

### Resultats a laCopa del Món en pista
- 2001
  - 1r a Ciutat de Mèxic, en Persecució per equips

## Palmarès en ruta
- 1997
  - 1r a la Volta a la Comunitat de Madrid
- 1999
  - Vencedor d'una etapa a la Volta al Táchira
- 2001
  - Vencedor d'una etapa a la Volta a Polònia
- 2002
  - 1r al Trofeu internacional Bastianelli
- 2005
  - 1r a la Kettler Classic-Südkärnten
- 2005
  - Vencedor d'una etapa als Cinc anells de Moscou
  - Vencedor d'una etapa a la Volta al llac Qinghai
  - Vencedor d'una etapa a la París-Corrèze
  - Vencedor d'una etapa a la Volta a Eslovàquia
- 2007
  -  Campió de Rússia en ruta
- 2011
  - 1r a la Challenge del Príncep-Trofeu de la Casa Reial